# Canthidium coerulescens
Canthidium coerulescens är en skalbaggsart som beskrevs av Vladimir Balthasar 1939. Canthidium coerulescens ingår i släktet Canthidium och familjen bladhorningar. Inga underarter finns listade.